# Liste der Universitätsprediger der Ludwig-Maximilians-Universität München
Dies ist Liste der Universitätsprediger der Ludwig-Maximilians-Universität München in St. Ludwig (München).
- 1845–1850 Daniel Bonifaz von Haneberg
- 1851–1855 Jakob Frohschammer
- 1855–1856 Anton Rietter
- 1856–1858 Daniel Bonifaz von Haneberg
- 1858–1864 Martin Deutinger
- 1864–1867 Johann Baptist Wirthmüller
- 1867–1880 Josef Bach
- 1981–1886 Johann Baptist Wirthmüller
- 1886–1903 Leonhard Atzberger
- 1904 Josef Sickenberger
- 1905–1906 Andreas Biglmair
- 1906–1914 Johann Nepomuk Espenberger
- 1914–1918 Philipp Friedrich
- 1918–1920 Karl Theodor Benz (Privatdozent für neutestamentliche Exegese)
- 1920–1925 Johann Fischer[1]
- 1926–1929 Karl Staab
- 1931–1957 Johann Baptist Aufhauser
- 1937–1939 Anton Stonner
- 1948–1963 Romano Guardini
- 1963–1969 Georg Waldmüller SJ
- 1979–2007 Eugen Biser
- 2007–2013 Ludwig Mödl
- seit 2013 Marc-Aeilko Aris